# Pietro Badoglio
Pietro Badoglio, Primul Duce de Addis Abeba, Primul Marchiz de Sabotino (n. 28 septembrie 1871, Grazzano Badoglio, Piemont, Italia – d. 1 noiembrie 1956, Grazzano Badoglio, Piemont, Italia) a fost un politician și ofițer italian. A fost membru al Partidului Național Fascist și a comandat armatele din țara sa în timpul dictaturii lui Benito Mussolini în al Doilea Război Italo-Abisinian; eforturile sale au dus la înnobilarea sa cu titlul de duce de Addis Abeba.
La 24 iulie 1943, după ce Italia a suferit mai multe înfrângeri în al Doilea Război Mondial, Mussolini a convocat Marele Consiliu Fascist, care a adoptat o moțiune de cenzură față de Mussolini. A doua zi, Il Duce a fost înlăturat de la guvernare de regele Victor Emmanuel al III-lea și arestat, iar Badoglio a fost numit prim ministru. În Italia domnea confuzia, iar el a semnat armistițiul cu Aliații. Când acesta a devenit public, Italia a fost aruncată în haos. A izbucnit un război civil, fasciștii luptând împotriva partizanilor. Regele și Badoglio au părăsit Roma lăsând armata italiană fără vreun ordin.
În cele din urmă, la 13 octombrie, la Brindisi, Badoglio a anunțat declarația de război a Italiei față de Germania Nazistă. Badoglio nu a rămas însă multă vreme prim ministru, întrucât noii aliați ai Italiei doreau în fruntea guvernului o persoană fără trecut fascist. În iunie 1944, Badoglio a fost înlocuit de Ivanoe Bonomi de la Partidul Democrat al Muncii.